# 몽골의 로마 가톨릭교회

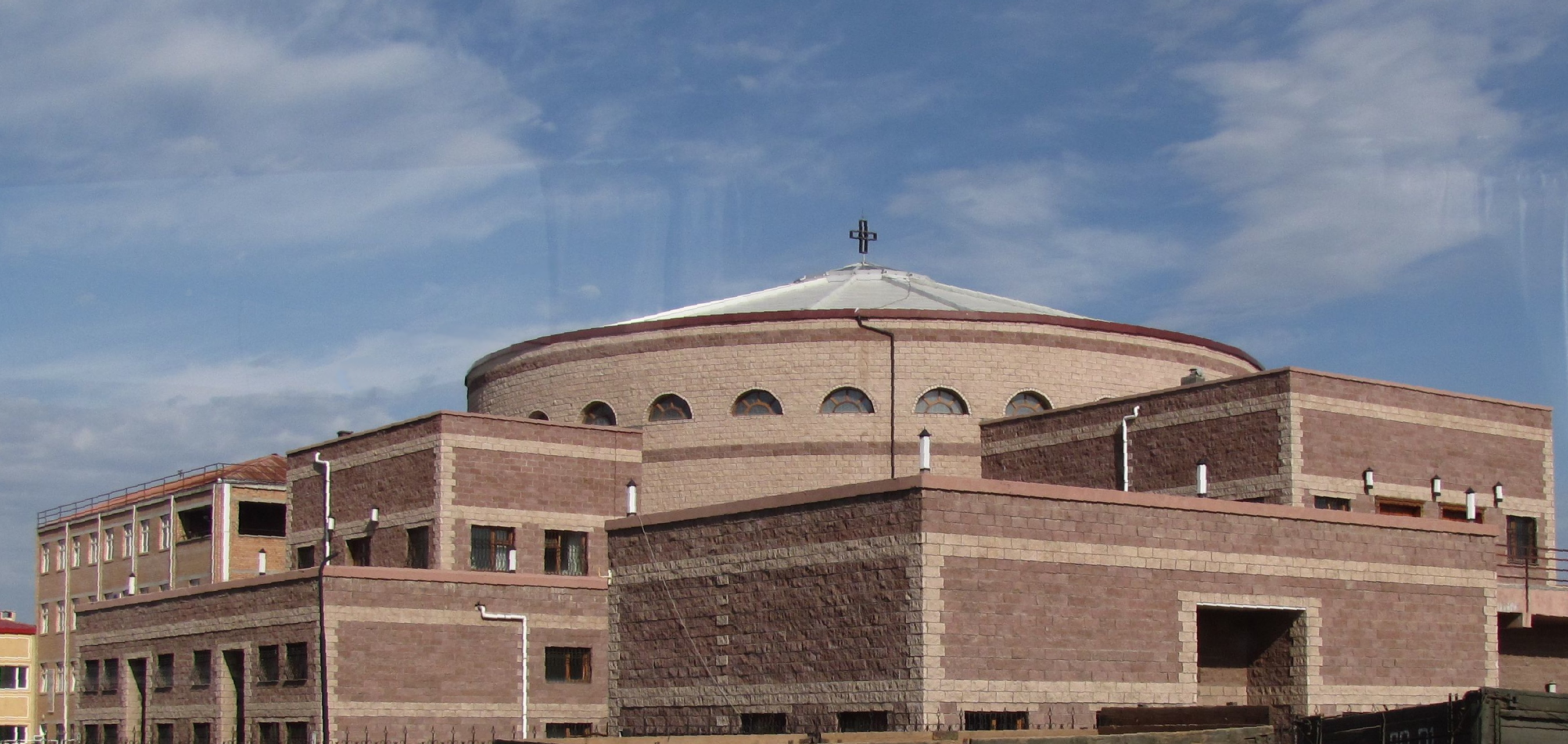
울란바토르 대성당

몽골에는 1,400여명의 가톨릭 신자가 있으며, 이들을 위하여 수도 울란바토르에 세 곳의 성당이 있다.

## 역사
로마 가톨릭교회는 13세기에 처음 몽골 제국 시대에 전파되었지만, 1368년 원나라가 붕괴되면서 함께 자취를 감추게 되었다. 19세기 중반 제2차 아편전쟁이 발발한 이후 몽골에 대한 새로운 전교 활동이 시작되었다. 전교 본부는 몽골 외곽 지역에 설치되었으며, 훗날 몽골 최초의 가톨릭 교구가 되었다. 하지만 1년도 채 지나지 않아 공산주의 정권이 들어서면서 모든 활동은 중지되었다.
1992년 몽골에 민주주의가 도입되면서 가톨릭 선교사들도 돌아와 교회를 재건하였다. 현재 몽골에는 지목구와 주교 한 명, 성당 세 곳이 있다. 1992년부터 몽골과 바티칸 시국은 외교관계를 맺어오고 있으며, 현재 대한민국 주재 교황 대사가 몽골 주재 교황 대사를 겸임하고 있다.
2023년 9월에는 프란치스코 교황이 한국 주교단과 함께 몽골을 사목방문 하였다.

## 같이 보기
- 몽골의 종교